# Corriverton
Corriverton je nejvýchodnější město v Guyaně (region East Berbice-Corentyne) na hranici se Surinamem. V roce 2002 tamní populace činila 11 574. Administrativní centrum vzniklo spolčením dvou starších měst Skeldonu a Springlandsu a také několika vesnic. Hned naproti se nachází Nieuw Nickerie, město v Surinamu.

## Řeka Courantyne
Corriverton je při řece Courantyne pramenící v Guyanské vysočině. Na dolním toku je možná vodní doprava pro velké lodě do vzdálenosti 70 km od ústí k městu Orealla. Při ústí tvoří estuár a má mnoho vody po celý rok, protože patří do tropického režimu odtoku.

## Ekonomika
Pěstuje se zde cukrová třtina a je tam také postaveno několik hotelů a celkově oblast nabízí mnoho z turistiky.

## Obyvatelstvo
Žijí zde pospolu tyto skupiny: hinduisté, křesťané a muslimové. Proto se zde vyskytují jak chrámy a kostely, tak i mešity.